# Östradiol

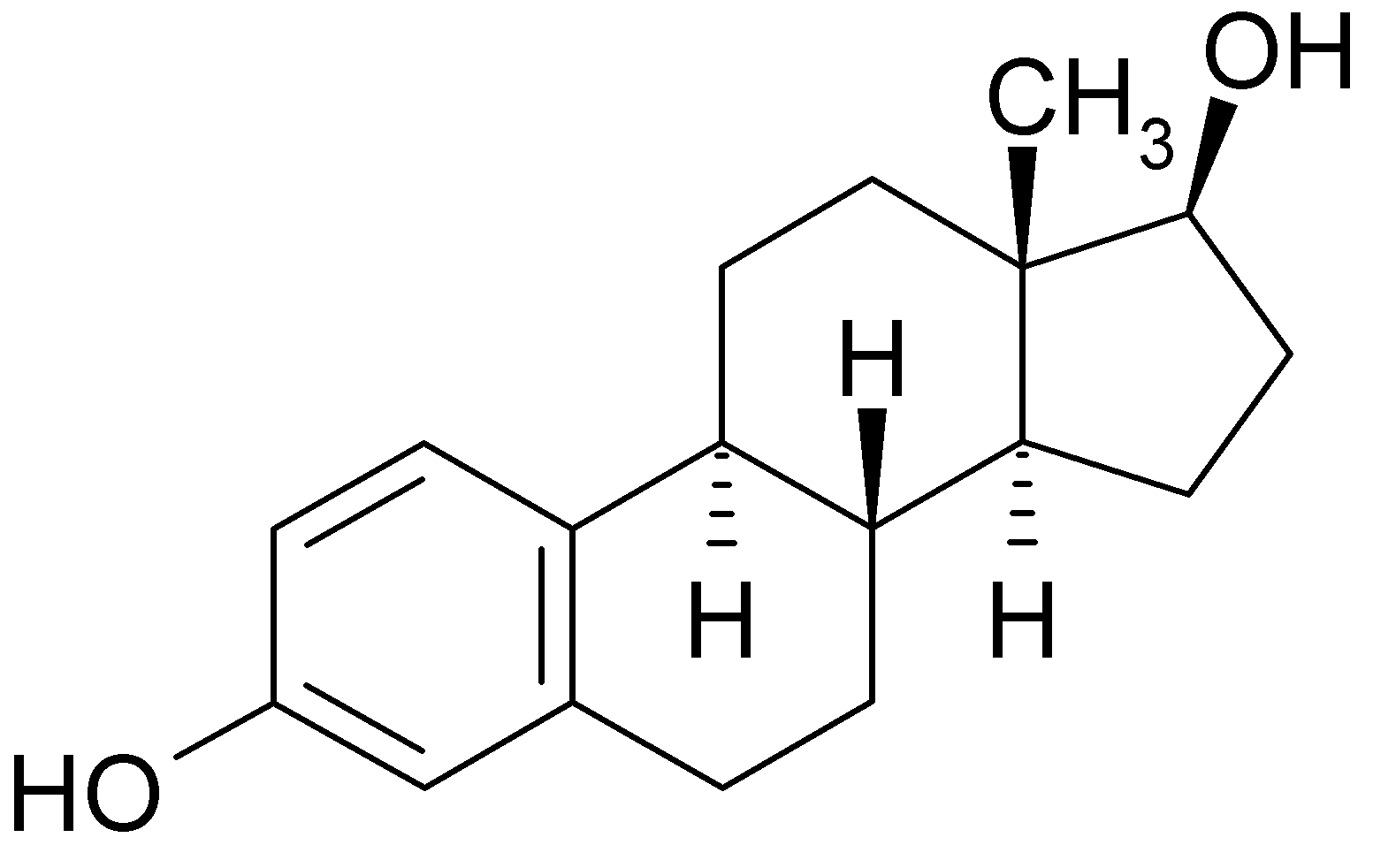
Östradiolets strukturformel

Östradiol (17-beta-Estradiol) är ett steroidhormon och det viktigaste av östrogenerna. Östradiol brukar betraktas som ett kvinnligt könshormon, men finns även hos män. Östradiol är nödvändigt för sexuella funktioner, men är också viktigt för skelettet.  När substansen används i läkemedel är det rekommenderade svenska namnet estradiol.

## Syntes och produktion av östradiol

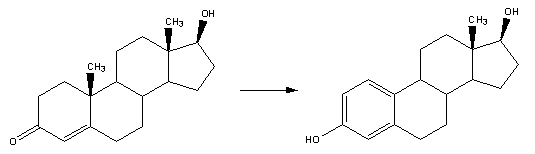
Omvandling av testosteron till östradiol.

Liksom de övriga könshormonerna är kolesterol den ursprungsmolekyl som östradiol tillverkas från, via en lång kedja av reaktioner med androstendion som en viktig intermediär. Androsteron kan omvandlas till testosteron som i sin tur kan aromatiseras till östradiol, eller direkt aromatiseras till östron som i sin tur kan omvandlas till östradiol.
Under en kvinnas fertila år, tillverkas största delen av hennes östradiol av äggstockarnas granulosaceller genom aromatisering av det testosteron som theca-cellerna producerar, eller genom omvandling av östron till östradiol. Mindre mängder östradiol produceras också av binjurebarken. Även männens testiklar producerar en viss mängd östradiol. Ytterligare en källa till östradiol hos bägge könen är omvandling av testosteron till östradiol ute i kroppens vävnader. Särskilt fettceller är aktiva i denna omvandling, vilket de fortsätter med även efter klimakteriet. 

## Verkningsmekanism

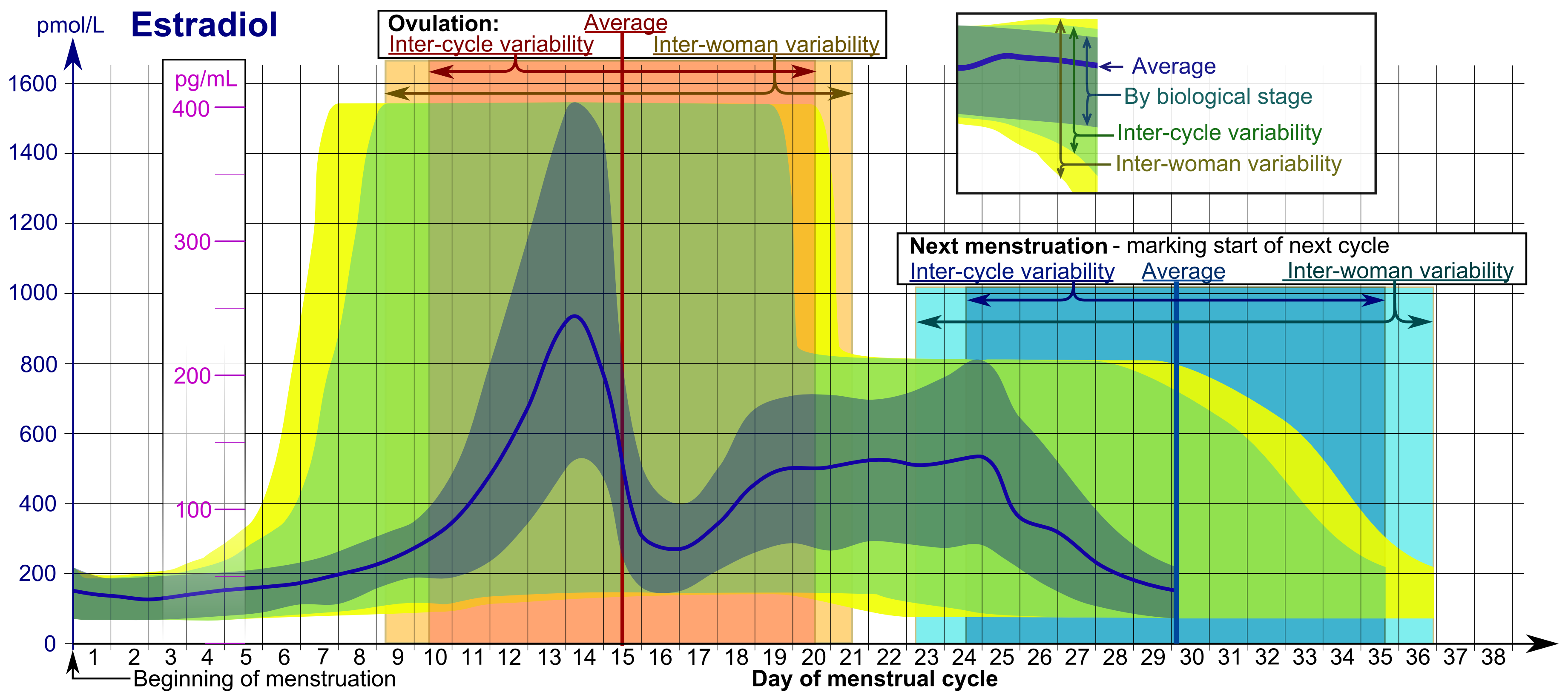
Östradiolnivåerna under menstruationscykeln hos icke-gravida, fertila kvinnor.

Östradiolets verkningsmekanism är densamma som övriga östrogeners, och fäster vid östrogenreceptorer vid målcellerna.

## Effekter
Bland östradiolets många effekter finns
- Utvecklingen och bibehållandet av kvinnobröst
- Omstyrning av fettlagringen till bröst, höfter och lår under puberteten
- Starkare skelett med större bendensitet
- Påskyndande av skelettets mognad, och stängningen av epifysplattorna vilket gör så individen slutar växa
- Tillväxt av livmodern
- Månatlig tillväxt av livmoderslemhinnan
- Förtunningen av slemmet vid livmodertappen under ägglossning
- Styrning av produktion av slem och sekret i slidan
- Funktion som det viktigaste feedback-hormonet till hjärnan vad gäller nivåer av könshormoner, i både män och kvinnor
- Tar del i ägglossningen
- Hålla kvinnans äggceller vid liv
- Möjliggöra spermieproduktion hos mannen
- Effekter på fetter, blodkärl och hjärnan

## Möjlig sexuell differentiering av hjärnan
Det manliga könshormonet testosteron har två metaboliter med biologisk aktivitet: dihydrotestosteron och östradiol. Östradiol kan inte enkelt färdas från blodbanan till hjärnan. Foster av bägge könen utsätts för sin moders höga östradiol, och detta hormon borde alltså inte kunna spela någon större roll för fostrens könsutveckling. Testosteron kan dock passera in i det centrala nervsystemet, och i hjärnan hos de flesta däggdjur omvandlas väsentliga delar av detta testosteron till östradiol. Från djurstudier finns en stor mängd data som visar att sexuellt beteende hos hanar av lägre däggdjursarter till stor del beror på det östradiol som producerats i dess hjärnor under fosterstadiet och som nyfödda. Man vet dock ännu inte huruvida detta har stor eller marginell betydelse hos människa.[källa behövs]
Enligt forskare på University of Texas har kvinnor med höga nivåer av könshormonet östradiol ofta lättare att känna missnöje gentemot sin partner och är därför också mer benägna att söka sig en ny. Detta är en möjlig förklaring för otrohet bland kvinnor. Enligt studien är kvinnor med höga halter av östradiol ofta ansedda som mer attraktiva och utstrålar en starkare sexuell dragningskraft.

## Behandling med östradiol
Vid hormonbrist på grund av borttagna äggstockar, eller i klimakteriet kan kvinnor få hormonersättningsbehandling med östradiol, HRT. Ämnet används i hormonersättningsbehandling av transkvinnor. Vid vissa situationer kan det vara önskvärt att blockera östrogenets effekter, såsom vid vissa former av bröstcancer, abnorm bröstväxt hos män (gynekomasti) och för tidig tillslutning av epifysplattorna. Östrogennivåerna kan tas ner genom att hämma dess produktion genom att använda GnRH-agonister (godadintropin-releasing factor) eller genom att blockera det enzym som aromatiserar molekylen. Östrogenets effekter kan även minskas genom molekyler som binder östrogenreceptorn och blockerar denna, såsom tamoxifen.